# 大里杙樹王公
24°05′55″N 120°39′50″E / 24.098517°N 120.664027°E
大里杙樹王公，或稱涼傘樹王公，是位於臺灣臺中市大里區樹王里的茄苳樹，被當地人視為神樹，與當地流傳的民間故事嘉慶君遊台灣有關，此外也跟當地「涼傘樹」、「樹王里」的地名由來有關。

## 生態
大樹的本體實為茄苳樹，因飛鳥會帶來樹籽，縣政府在古蹟簡介告示說明該樹有茄苳樹、榕樹、朴樹、枹樹、鳥榕樹、梗桃樹的幼樹。出有《大里市大樹．老樹．奇樹》一書的大里市樹石協會也表示此樹是七種樹木共生的奇樹。但2011年報導時，樹王里里長石炳南表示，其上的樹已不存。
1985年末，此樹與五福臨門神木、后里澤民樹、北斗大榕樹因屬於自然文化景觀，被列為第二批解除古蹟列管名單。
六合彩在風行時，該樹曾被曾被潑硫酸，經請林木專家醫治才挽回生命，後來2004年5月14日又被人從底部縱火。2013年1月29日，林業試驗所邱志明為此樹與霧峰六股福德宮旁的老茄苳作健診，並提出維護建議。

## 傳說

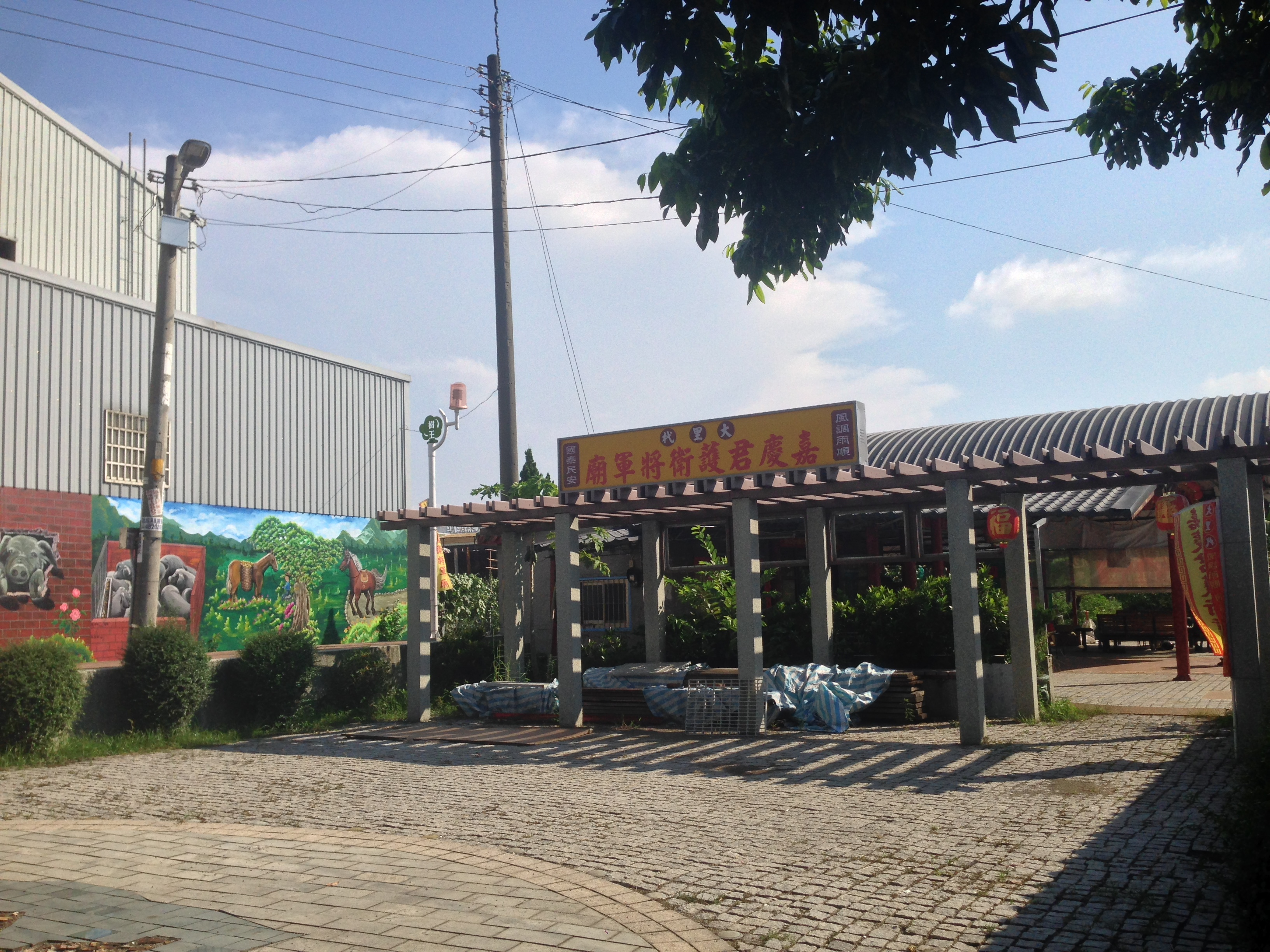
嘉慶君護衛將軍廟

1954年報導，當地流傳一段嘉慶君遊台灣的民間故事，內容為嘉慶君一行人路經這棵大樹，被匪徒襲擊時，樹上降下一紅衣異人擊退敵人。因此棵大樹被被敕封為「樹王公」，又因形有似雨傘，後人便呼稱其為「涼傘樹王公」。
樹旁的萬眾祠則傳言是祭祀當時護衛嘉慶君而死的軍人；另一故事版本是嘉慶曾在此樹避雨而受封。
還有故事的結局是地方官誤將敕封聖旨放在另一株大樹的枝椏。救駕有功那株便因此枯死，倒臥田溝中，流了一溝紅水，居民取其枯柴打火做飯，全都腹痛拉痢。錯封的這株則漸顯靈慧，後來曾一度枯萎，樹王村民也全跟著染病，每戶只有一人未遭殃。

## 設施
最初民眾在樹根前立一石塊，插香燒金作如中秋節由契子祭拜。1980年建立樹王公廟，廟址為東興路633巷201號。與其他台灣膜拜老樹為主的寺廟會有往來，如彰化市茄苳王公廟。
台中縣政府曾以新台幣五百萬元為該地整建為公園。因前往該廟的道路狹窄、腹地小，不便停車，市議員張滄沂、樹王里長石炳南等地方人士建議應替流經廟旁的樹王埤加蓋，並以該廟為中心發展觀光，帶動當地發展。但遭到被選定設計路線內的地主們反對，以及市議員李天生、市議員參選人張芬郁批評未顧及程序正義。2015年報導說近來內政部、市府斥資上千萬元，在樹王公附近進行環境景觀改造工程，來成為具有歷史人文特色的觀光景點。
2015年8月，樹旁的大里萬眾祠改名為「嘉慶君護衛將軍廟」、簡稱為「大里將軍廟」。該廟主委廖忠男表示，該萬眾祠近來經神明降駕指示，認為廟內供奉當時有護駕嘉慶君的軍人、及因戰亂而犧牲的義土，非一般無主骨骸的百姓公廟，所以需要正名。此廟在大家樂興盛時期，許多信徒經常於半夜詢問明牌而盛極一時。